# Плякин, Владимир Владимирович
Владимир Владимирович Плякин (род. 19 сентября 1981 года, Куйбышев, РСФСР, СССР) — российский политический и государственный деятель, депутат Государственной думы VIII созыва от партии «Новые люди» с 19 сентября 2021 года. Действительный государственный советник Самарской области 1 класса.

## Биография
Владимир Плякин родился 19 сентября 1981 года в городе Куйбышев. В 2004 году окончил факультет государственного муниципального управления Самарского муниципального института управления, в 2006 — юридический факультет Московского городского педагогического университета. После учёбы переехал в Москву, возглавлял ряд столичных компаний.

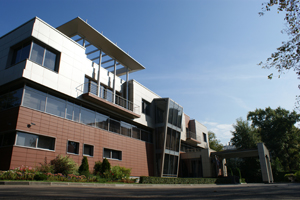
Здание представительства губернатора Самарской области в Москве.

С конца 2017 года Плякин был заместителем главы представительства губернатора Самарской области при президенте РФ и правительстве РФ в Москве. После назначения в представительство Самарской области Плякин передал свои доли в бизнесе в доверительное управление. С мая 2020 года его должность называлась «заместитель руководителя департамента по взаимодействию с федеральными органами государственной власти».
В июле 2021 года Плякина включили в федеральный список кандидатов партии «Новые люди» на выборах в Государственную думу VIII созыва. В списке шёл в региональной группе № 32 (Самарская область, Ульяновская область) первый номером. По итогам состоявшихся 17—19 сентября 2021 года выборов «Новые люди» получили по списку 13 мандатов, один из которых был передан Плякину
В Госдуме Плякин вошёл в состав комитета по промышленности и торговле. 16 февраля 2022 года он был в числе депутатов, проголосовавших против обращения к президенту РФ с просьбой о признании независимости Донецкой Народной Республики и Луганской Народной Республики. Тем не менее позже, на фоне вторжения России на Украину, Плякин был включён в санкционные списки Евросоюза, Великобритании, США, Канады, Швейцарии, Австралии, Японии, Украины, Новой Зеландии.
Кандидат в губернаторы Самарской области на выборах в 2024 году.
В сентябре 2024 года вошел в состав Комитета Государственной Думы по энергетике в должности заместителя председателя комитета. 
В ноябре 2024 г. предложил законопроект об обязанности руководителей органов власти и депутатов всех уровней два дня в неделю использовать общественный транспорт для поездок на работу: «пример чиновников по массовому использованию общественного транспорта может побудить больше граждан отказаться от личных автомобилей в пользу общественного транспорта».